# Родеж
Родеж (словен. Rodež) — поселення в общині Загорє-об-Саві, Засавський регіон, Словенія. Висота над рівнем моря: 702,9 м.